# Zaira arrisor
Zaira arrisor är en tvåvingeart som först beskrevs av Henry J. Reinhard 1959.  Zaira arrisor ingår i släktet Zaira och familjen parasitflugor.
Artens utbredningsområde är Kalifornien. Inga underarter finns listade i Catalogue of Life.